# Juego de persecución

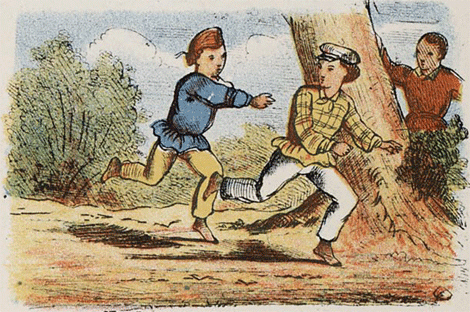
Ilustración del libro neerlandés Jongensspelen (juegos de niños) de 1863.

Los juegos de persecución son juegos infantiles que gozan de alta popularidad entre los niños de todo el mundo, especialmente durante el recreo (tiempo de descanso entre clases en la educación primaria básica).

## Descripción general
Por norma general, los juegos de persecución pueden diferenciarse a raíz de poseer tres elementos diferenciables: Perseguidor/es, perseguido/s y refugio/casa. El objetivo del perseguidor o los perseguidores en caso de haber más de uno, será la de alcanzar físicamente a las personas que actúen como perseguidos dentro de un espacio de juego previamente determinado. Dentro del espacio de juego, o anexo a él en determinadas ocasiones, habrá un espacio que por su posición o mediante algún elemento indicativo actuará como refugio o casa de los perseguidos, esto es, un espacio en el que los perseguidores no podrán irrumpir o en caso de hacerlo no podrán considerar a la persona atrapada según las reglas del juego. Este espacio suele tener una limitación de tiempo para no afectar al flujo del juego.
En algunas variantes del juego de persecución se prescinde del refugio o casa, aunque está presente en la mayoría de ellas.
Adicionalmente, los juegos de persecución pueden tener aspectos colaborativos o no. Como aspecto generalista, los juegos en los que una sola persona actúa como perseguidor y no hay refugio o casa, no tienen aspecto colaborativo. Las variantes que teniendo un perseguidor sí tienen refugio o casa para los perseguidos, tienen un aspecto colaborativo sólo entre estos. Por último, las variantes en las que existe el refugio o casa y a su vez hay más de una persona actuando como perseguidora presentan aspectos colaborativos para ambas partes implicadas.

### Estructura y reglas generales
En la siguiente tabla, se muestra una estructura general que comprende el reglamento básico de cualquier juego de persecución:
| Variar las formas de persecución               | Libre |
| Variar las formas de persecución               | Agarre completo con el antebrazo |
| Variar las formas de persecución               | Con ambas manos juntas o llevando un objeto |
| Variar las formas de persecución               | Botando un balón |
| Variar las formas de persecución               | Conduciendo un balón con el píe |
| Variar las formas de persecución               | Rodeando con un aro |
| Número de perseguidores                        | Uno |
| Número de perseguidores                        | Dos o más |
| Delimitaciones espaciales                      | Sin delimitación |
| Delimitaciones espaciales                      | Espacio reducido (una cancha deportiva) |
| Delimitaciones espaciales                      | Espacio ampliado (un patio de colegio) |
| Al lograr el objetivo (alcanzar al perseguido) | Cambio de rol permutante (perseguido pasa a perseguidor y viceversa) |
| Al lograr el objetivo (alcanzar al perseguido) | Cambio de rol convergente (perseguido se convierte en un perseguidor más o colaborador del perseguidor)                                                                     |
| Al lograr el objetivo (alcanzar al perseguido) | Cambio de rol fluctuante (jugadores pueden pasar de unos equipos a otros. Variantes específicas)                                                                            |
| Al lograr el objetivo (alcanzar al perseguido) | Sin cambio de rol ni cambio de perseguidores: • Sin salvación (el perseguido «pierde») • Con salvación (el perseguido va a un espacio delimitado donde podrá ser rescatado) |
| Al lograr el objetivo (alcanzar al perseguido) | Sin cambio de rol: • Perseguidos atrapados se quedan en el mismo sitio • Perseguidos atrapados van a una cárcel                                                             |
| Formas de evitar ser tocado                    | Realizar cierta acción |
| Formas de evitar ser tocado                    | Quien posea el objeto designado (generalmente un balón o pelota) |
| Añadir nuevos roles                            | Colaboradores del perseguidor |
| Añadir nuevos roles                            | Perseguidor del grupo perseguidor/Guardián de perseguidos |
| Utilizar consignas simbólicas                  | Nombrar a ambos grupos: Gatos y ratones, policías y ladrones, indios y vaqueros, etc.                                                                                       |

## Variantes

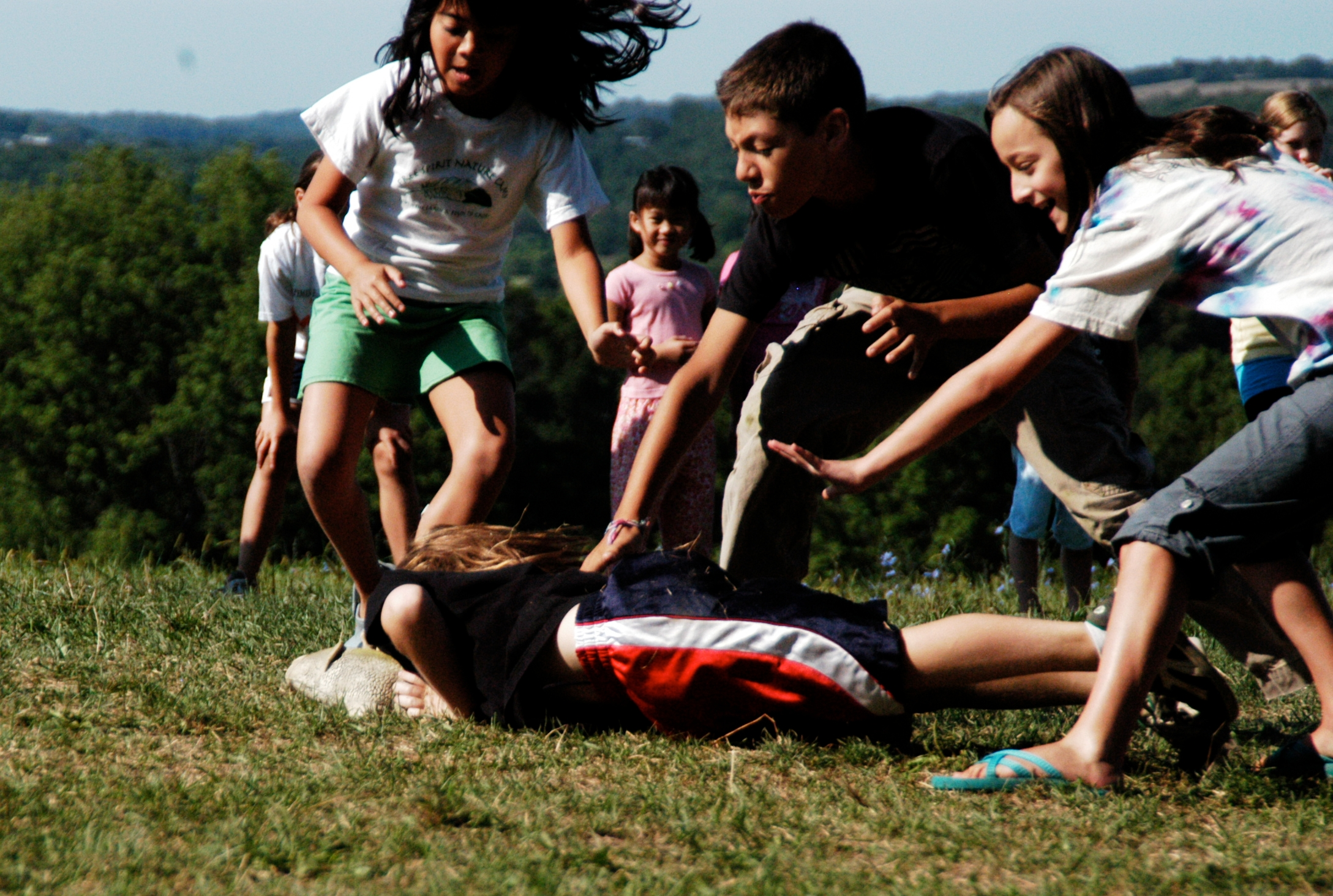
Niños jugando a una variante del pilla-pilla. En el juego de la pillada, el pez se coloca en el centro, se llama a un número y los miembros de los equipos intentan correr y conseguir el pez sin ser marcados por otra persona. Tres personas intentan marcar a una que tiene el pez.

### atrapados o La lleva
Variantes en las que se puede evitar ser tocado si antes se consigue realizar una acción, como quedarse quieto con los brazos en cruz y decir tulipán, en el juego de este nombre; o llegar a una casa (lugar donde no puede entrar el perseguidor), o subirse a algún lugar elevado previamente determinado. En el primer caso, el jugador debe permanecer así inmóvil hasta que otro compañero le libere tocándole, con lo que «el que la lleva» puede optar por quedarse cerca esperando a que alguien se arriesgue a hacerlo para agarrarlo.
Este juego con poca o nula variación se conoce con muchos nombres: «La ere» (Venezuela), «las atrapadas», «pilla-pilla» (España), «la traes» (México), «la mancha» (Argentina), «la pinta» (Chile), «la peste», «la tiña», «las pillas», «las chapadas» (Perú); y muchos más.
A algunas variantes se le añaden pelotas u otro equipo para deportes.

### Policías y ladrones
Una de las variantes más conocidas «policías y ladrones» (también denominada «polis y cacos», «polis y ratas», «pillo policía», «poliladrón», «rescate», «AYUDA!», «chapas y choros», «paquito ladron»). Consiste en dividir a los jugadores en dos grupos iguales. Uno de perseguidores (denominado «policía») y el otro que huye (denominado «ladrón»).
Al ser atrapado un ladrón, es llevado a un lado del campo de juego en un lugar que se haya designado previamente como la «cárcel».
De ésta a su vez existen variantes donde los ladrones pueden también atrapar a los policías, que los ladrones puedan liberar a los presos o donde el jugador atrapado debe hacerse el muerto hasta que todos los de un grupo hayan sido atrapados.
En Argentina y Uruguay se suele llamar a este juego «poliladrón». El título de la serie policial argentina Poliladron (los años noventa), hizo referencia a esta variante del juego. Como dato interesante, el nombre se acentuaba como grave [poliládron] para darle un matiz estadounidense. En Perú se le suele llamar "Policías y ladrones". En Chile se le denomina "paco ladrón". Y En España es más conocido como «polis y cacos»
Policías y ratones, la versión latinoamericana del título de la película The Great Mouse Detective (1986, Walt Disney Pictures) hace un juego de palabras con esta variante del juego.

### Inmunidad de televisión
Esta modalidad aplica a los juegos de persecución en general, solo que cuando el perseguidor está por tocar a otro jugador, el otro jugador puede evitarlo diciendo el nombre de un programa de televisión. Esto le da una inmunidad temporal, obligando al perseguidor a buscar otro objetivo. Si el jugador dice un programa que ya haya sido nombrado por otro en el mismo juego, no adquiere la inmunidad y el perseguidor puede tocarlo sin problemas.

### Onigokko
Variante japonesa jugada entre dos o más personas, sin límite de edad. Se juega antes de practicar deportes u otras actividades. Literalmente significa ‘juego del oni’. Se escoge al ogro usando el método del janken (parecido al juego manual piedra, papel y tijeras). Todos deben huir del ogro hasta que el tiempo preestablecido se acabe o hasta que el ogro se rinda.

#### Variantes
Koori oni (‘demonio congelado’): casi igual al onigoko, pero el que es pillado debe permanecer en el lugar donde fue pillado, hasta que alguien que no haya sido pillado lo toque. Este juego es muy difícil de acabar, y sólo ocurre eso cuando el oni se rinde.
Shippo-tori (‘Cola de pájaro o tomar de la cola’): la diferencia radical es que es un «todos contra todos»; todos son onis y deben llevar un pañuelo colgado en la ropa interior. Si se le arrebata el pañuelo, la víctima pierde. Ganan los que tengan el pañuelo intacto al acabar el tiempo prestablecido.

### Dieciocho, ayuda
Es un juego común en México. El perseguidor dice: «dos por nueve dieciocho para dieciocho punto cero» y contará en voz alta hasta 18, dándoles ventaja a los demás jugadores para alejarse. Cada uno de los participantes que él atrape deberá ayudarle a atrapar a los demás hasta terminar el juego.

### No dejar que te atrapen
El juego consiste en hacer dos grupos, del mismo número de jugadores. Los capitanes de cada grupo se tiran al cachipun (piedra, papel o tijeras) el que gane su equipo correrá.
El juego cambia cuando todos estén pillados y les toque pillar a ellos.